# قوائم مشغلات ألعاب الفيديو
تنقسم قوائم مشغلات ألعاب الفيديو إلى القوائم التالية:
- قائمة مشغلات ألعاب الفيديو المخصصة [الإنجليزية]
- قائمة مشغلات ألعاب الفيديو المحمولة [الإنجليزية]
- قائمة مشغلات ألعاب الفيديو المنزلية
  - قائمة مشغلات ألعاب الفيديو المنزلية من الجيل الأول [الإنجليزية]
- قائمة المشغلات المصغرة [الإنجليزية]
- قائمة محاكيات أنظمة ألعاب الفيديو
- قائمة مشغلات ألعاب الفيديو بشكل الريترو [الإنجليزية]
- قائمة أكثر أنظمة ألعاب الفيديو مبيعا
  - قائمة أكثر مشغلات ألعاب الفيديو مبيعا حسب المنطقة [الإنجليزية]
- قائمة مشغلات ألعاب الفيديو المعتمدة على باور بي سي [الإنجليزية]